# 凹版印刷
凹版印刷是一种印刷和版画技术，制作方法是先将图像刻在一个表面上，表面再覆上油墨，然后用布或刮刀从表面擦去油墨，其余的油墨只留在凹下的部分，接着把印物覆在印版之上，印版和纸张通过印刷机加压，将油墨从印版凹下的部分传送到纸张上以完成印刷过程。
凹版印刷与浮雕或凸版印刷恰好相反；凹版印刷的图像是低于印版的表面，而浮雕或凸版印刷的图像是突出于印版表面之上。
通常情况下，凹版印刷使用铜板或现今使用锌板作为表面或模板，然后通过蚀刻、雕刻、干点、水印或美柔汀等多种技术创建图像，一般还会结合多种技术制图。此外，使用拼贴印刷也可以印成凹版印刷的模板。

## 種類
雕刻凹版（Intaglio）
雕刻凹版即傳統凹版印刷，印紋部份具凸出感，油墨濃厚、結實。適用於有價證券、鈔票的印刷上。
「Intaglio」是来自意大利的词，主要指的是雕刻木板，用于装饰的目的（如家具）。有时也用来指雕刻印章，在要盖章的材料上，雕刻凹版以留下凸起的图文。
照相凹版
照相凹版或稱攝影製版、照相印刷（gravure），以投影的方式通過凹版專用網線版（Contact Screen），曝光於已塗佈感光藥膜的金屬版面，隨後經酸水侵蝕，造成版面印色部位深淺不一之凹槽印紋，看似有隱約網點狀、連續調，最後由機器之滾墨、揩墨作用，印出濃淡色調。適用於彩色雜誌、塑膠膜、鋁箔等包裝印刷物上。因採輪轉式凹版印刷機印刷，而又稱作輪轉凹印。
照相凹版即採用照相方法製成的凹版製版。用三原色油墨進行套印，即可印出色彩與原稿相符的郵票；為了表現畫面的深暗部分，有時再增加黑版、灰版或其他色版套印，稱為“四色版”或“五色版”等，有時還運用專色，以達到墨色淳厚、簡潔明快的效果。它的特徵是：版紋深、網紋細、吃墨量大，表現能力很強，用三色版或四色版，就能印製出刷色效果比較好的郵票；色彩鮮豔、濃郁、純正，層次豐富，柔和而細膩。